# Filippo Giannini
Filippo Giannini (* 9. Mai 1923 in Nettuno, Provinz Rom, Italien; † 10. Februar 2012) war Weihbischof in Rom. 

## Leben
Filippo Giannini empfing am 29. Juni 1947 die Priesterweihe. Papst Johannes Paul II. ernannte ihn am 1. Dezember 1980 zum Titularbischof von Subaugusta sowie zum Weihbischof im Bistum Rom und spendete ihm am 6. Januar 1981 im Petersdom die Bischofsweihe; Mitkonsekratoren waren Giovanni Canestri, Weihbischof in Rom, und Belchior Joaquim da Silva Neto CM, Bischof von Luz. Er war Berater des Hilfswerkes Pia Unione Pietatis Opus.
Am 3. Juli 1998 nahm Johannes Paul II. seinen altersbedingten Rücktritt an.